# Xavi Sarrià
Xavier Sarrià (né en 1977 à Barcelone) est un chanteur espagnol, et l'ancien leader du groupe Obrint Pas.

## Biographie
Il étudie la philologie catalane à l'université de Valence aux côtés des chanteurs Feliu Ventura et Josep Nadal (chanteur de La Gossa Sorda), de l'homme politique Alfred Remolar et de l'écrivain Marc Pallarès. En 2008, il publie son premier livre de fiction, Historias del Paraíso, à la maison d'édition Bromera. En 2009, il participe au livre Ara, País Valencià (Publications de l'université de Valence).
En 2012, il remporte le prix Ovidi du « meilleur texte de chanson » pour Al país de l'oliviera inclus dans l'album Coratge. En 2014, il publie le roman Totes les cançons parlen de tu à la maison d'édition Sembra Llibres, qu'il cofonde. En 2016, il coécrit le court métrage documentaire La batalla de Amed. Viaje a Curdistán asediado (Metromuster) basé sur le voyage qu'il effectue avec Feliu Ventura et Xavier Artigas au Kurdistan pour aider à faire connaître la situation dramatique et réduite au silence du peuple kurde en Turquie. En septembre 2017, il sort son premier album solo après la séparation d'Obrint Pas, Amb l'esperança entre les dents.

## Discographie partielle

### Albums studio
- 2017 : Amb l'esperança entre les dents (Propaganda Pel Fet!, CD)[4]
- 2022 : Causa (Propaganda Pel Fet!)